# Archichlora crispa
Archichlora crispa là một loài bướm đêm trong họ Geometridae.